# 농민신문
《농민신문》(農民新聞, The Farmers Newspaper)은 대한민국에서 발행되는 농업 일간 종합 신문이다. 본사는 서울특별시 서대문구 독립문로 59에 소재하고 있다.

## 발행부수
한국ABC협회가 2020년 발행·유료 부수 현황을 공개한 자료에서 농민신문은 43만부의 공식 발행 부수를 가진 국내 신문이자, 유료부수는 42만부가 넘는 신문이다. 
유료부수 기준 조선일보, 중앙일보, 동아일보, 매일경제 다음이다. 이어 한국경제, 한겨레, 문화일보, 한국일보, 경향신문 등 순이었다.

## 역사
- 1964년 농협중앙회 기관지로 주간 《농협신문》 창간
- 1976년 《농민신문》으로 제호 변경
- 1977년 8면 증면
- 1978년 100만부 돌파
- 1982년 4월 사단법인 농민신문사 설립
- 1983년 12면 증면
- 1988년 1월 주 2회 발행
- 1991년 7월 주 3회 발행
- 1993년 16면 증면
- 1997년 5월 가로쓰기 발행
- 1997년 12월 인터넷 농민신문 개통(www.nongmin.com)
- 2015년 11월 지령 5000호 돌파
- 2016년 20~24면 증면
- 2016년 11월 일반 일간신문으로 종별 변경
- 2018년 8월 15일 NBS 한국농업방송 TV 개국

## 지면
- 주3일제(월요일·수요일·금요일) 신문을 발행한다.
- 매주 화요일과 목요일, 주말 신문 발행하지 않고[1], 온라인 서비스를 계속한다.
- 지면수는 16~24면으로 발행한다.

## 자매지
- 어린이동산
- 전원생활
- 디지털농업
- 월간축산

## 같이 보기
- 농민신문사
- NBS 한국농업방송
- 황교익(전직)